# کامل طاهر
کامل طاهر (عربی: كامل طاهر؛ ۱۱ ژانویه ۱۹۴۵ – ۱۱ ژانویهٔ ۲۰۲۳) بازیکن فوتبال اهل الجزایر بود.
وی همچنین در تیم ملی فوتبال الجزایر بازی کرده‌است.